# Carduncellus monspeliensis
Carduncellus monspeliensis là một loài thực vật có hoa trong họ Cúc. Loài này được St.-Lag. mô tả khoa học đầu tiên năm 1880.